# Vicent Alfonso Cardona
Vicent Alfonso Cardona (Rocafort, 10 d'agost de 1940) és un antic futbolista valencià de la dècada de 1960.

## Trajectòria
Es formà a la Peña Deportiva Pasiego, club que prenia el nom de l'antic futbolista Pasieguito. Posteriorment passà al Burjassot CF de categoria regional, i amb 19 anys ingressà al CD Mestalla de Segona Divisió. Tres temporades més tard fitxà pel Reial Oviedo, de primera divisió. L'any 1964 ingressà al RCD Espanyol on només romangué una temporada, amb vuit partits de lliga disputats. La següent temporada la disputà al Calvo Sotelo CF de Segona, i el 1966 fitxà pel Llevant UE, també a la categoria de plata. Finalitzà la seva carrera a la SE Eivissa.